# Olga Pall
Olga Pall (Göstling an der Ybbs, 3 dicembre 1947) è un'ex sciatrice alpina e dirigente sportiva austriaca, campionessa olimpica e iridata nella discesa libera a Grenoble 1968 e vincitrice di una Coppa del Mondo nella medesima specialità.

## Biografia

### Carriera sciistica

#### Stagioni 1965-1966
Sorella di Lisi, a sua volta sciatrice alpina, Olga Pall, sciatrice polivalente con maggior propensione alle prove veloci, debuttò in campo internazionale in occasione del trofeo Arlberg-Kandahar 1965 (Sankt Anton am Arlberg, 15-17 gennaio), classificandosi 17ª nello slalom speciale e 16ª nella combinata; nella stessa stagione vinse la discesa libera disputata a Madonna di Campiglio, mentre nel 1966 si piazzò 2ª nella combinata del Grand Prix Feminine (Saint-Gervais-les-Bains, 27-29 gennaio).
In Coppa del Mondo esordì nella gara inaugurale del circuito femminile, lo slalom speciale di Oberstaufen del 7 gennaio 1967 che non portò a termine, ottenne il primo piazzamento il giorno successivo nella medesima località in slalom gigante (11ª), i primi punti il 18 gennaio successivo a Schruns in discesa libera (6ª).

#### Stagioni 1968-1970
Al Critérium de la première neige 1967 (Val-d'Isère, 12-15 dicembre) vinse la combinata e fu 2ª nello slalom gigante; nel prosieguo di quella stagione 1967-1968 conquistò la prima vittoria (nonché primo podio) in Coppa del Mondo, nella discesa libera disputata il 17 gennaio a Badgastein valida per il trofeo delle Silberkrugrennen nel quale si classificò anche 3ª nella combinata, e vinse lo slalom gigante del trofeo Zlata lisica (Maribor, 20 gennaio). Partecipò quindi ai X Giochi olimpici invernali di Grenoble 1968, sua unica presenza olimpica, dove conquistò la medaglia d'oro nella discesa libera (valida anche ai fini dei Mondiali 1968) e si piazzò 5ª nello slalom gigante, 9ª nello slalom speciale e 5ª nella combinata (disputata in sede olimpica ma valida solo ai fini iridati); al Bud Werner Memorial di quell'anno (Sun Valley, 23-24 marzo; non valido ai fini della Coppa del Mondo) fu 3ª sia nella discesa libera sia nella combinata e alla fine di quella stagione 1967-1968 si aggiudicò la Coppa del Mondo di discesa libera, a pari merito con la francese Isabelle Mir.
Il 31 gennaio 1969 salì per l'ultima volta sul podio in Coppa del Mondo vincendo la discesa libera di Sankt Anton am Arlberg valida anche per il trofeo Arlberg-Kandahar; fu poi 2ª nella discesa libera pre-iridata della Val Gardena del 13 febbraio successivo e 3ª in quella degli American International Championships di Vail del 6 marzo. In Coppa del Mondo ottenne l'ultimo piazzamento il 15 gennaio 1970 a Badgastein in discesa libera (5ª) e prese per l'ultima volta il via il 30 gennaio seguente a Garmisch-Partenkirchen nella medesima specialità, senza completare la prova; si congedò dalle competizioni in occasione dei Mondiali di Val Gardena 1970 dove si classificò 13ª nella discesa libera dell'11 febbraio, l'unica gara nella quale prese il via.

### Altre attività
Dopo il ritiro lavorò come fisioterapista per la Nazionale di sci alpino dell'Austria; dal 1990 al 2002 fu vicepresidente della Federazione sciistica dell'Austria e in seguito ne divenne presidente onorario.

## Palmarès

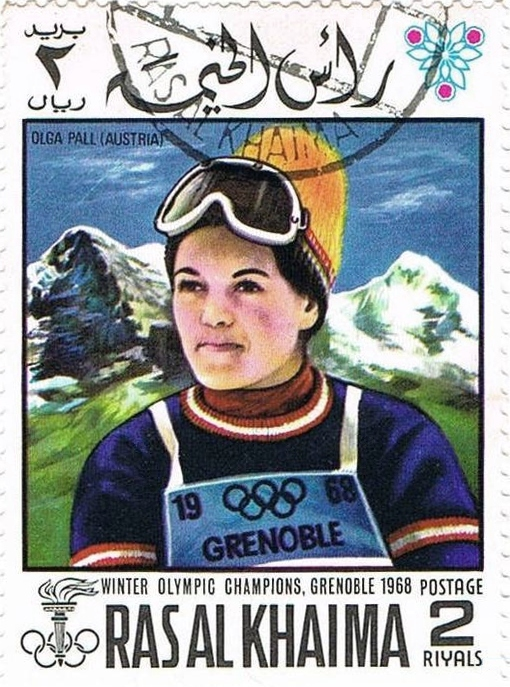
Olga Pall effigiata in un francobollo degli Emirati Arabi Uniti in occasione delle Olimpiadi di

### Olimpiadi
- 1 medaglia, valida anche ai fini dei Mondiali:
  - 1 oro (discesa libera[14] a Grenoble 1968)

### Classiche
Arlberg-Kandahar
- 1 vittoria (discesa libera[14] a Sankt Anton am Arlberg 1969)

Critérium de la première neige
- 1 vittoria (combinata a Val-d'Isère 1967)

Silberkrugrennen
- 1 vittoria (discesa libera[14] a Badgastein 1968)

Zlata lisica
- 1 vittoria (slalom gigante a Maribor 1968)

### Coppa del Mondo
- Miglior piazzamento in classifica generale: 8ª nel 1968
- Vincitrice della Coppa del Mondo di discesa libera nel 1968
- 5 podi (4 in discesa libera, 1 in slalom gigante):
  - 3 vittorie
  - 2 secondi posti

#### Coppa del Mondo - vittorie
| Data             | Località               | Paese   | Specialità |
| ---------------- | ---------------------- | ------- | ---------- |
| 17 gennaio 1968  | Bad Gastein            | Austria | DH         |
| 10 febbraio 1968 | Chamonix               | Francia | DH         |
| 31 gennaio 1969  | Sankt Anton am Arlberg | Austria | DH         |

Legenda:

DH = discesa libera

### Campionati austriaci
- 6 medaglie[16][senza fonte]:
  - 2 ori (discesa libera nel 1968; discesa libera nel 1969)
  - 4 bronzi (discesa libera nel 1966; discesa libera nel 1967; slalom gigante, combinata nel 1968)

### Campionati austriaci juniores
- 9 medaglie[16][senza fonte]:
  - 2 ori (slalom gigante, combinata nel 1965)
  - 4 argenti (slalom speciale, combinata nel 1963; discesa libera, slalom speciale nel 1965)
  - 3 bronzi (combinata nel 1962; slalom gigante nel 1963; slalom speciale nel 1964)

## Riconoscimenti
- Sportiva austriaca dell'anno nel 1968[1]